# Општина Пиетроаселе (Бузау)
Пиетроаселе (рум. Pietroasele) општина је у Румунији у округу Бузау.
Oпштина се налази на надморској висини од 223 m.